# Hans Jansen (dammer)

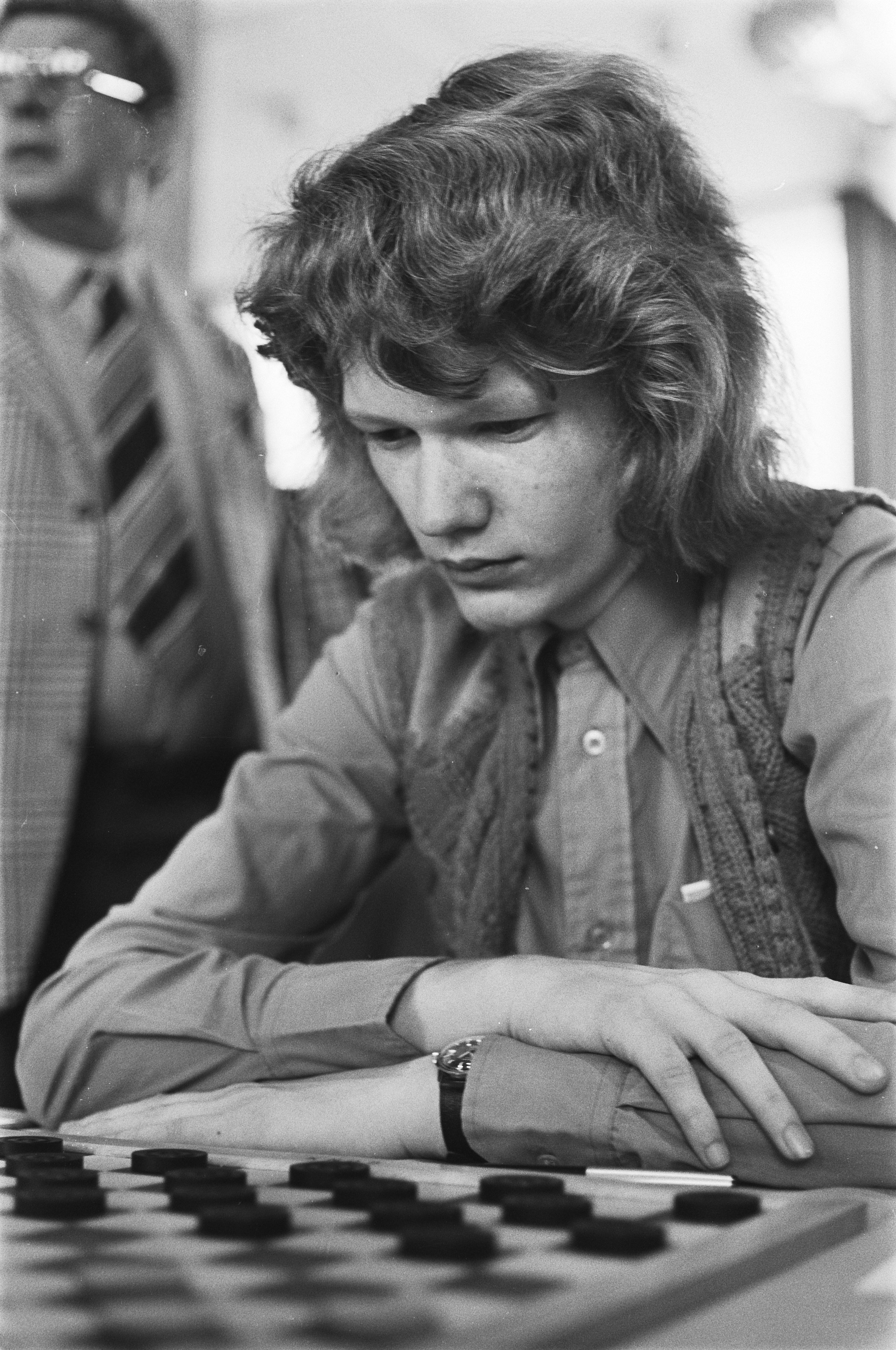
Hans Jansen tijdens het WK van 1976.

Hans Jansen (Emmen, 5 mei 1956) is een Nederlandse dammer die in Drenthe is opgegroeid en tegenwoordig in Amsterdam woont. Hij werd Nederlands kampioen in 1979, 1994 en 1997 en Drents kampioen in 1974, 1975 en 1984. Hij werd in 1976 met damclub Groningen Nederlands kampioen en speelt vanaf het seizoen 2005/06 voor Hijken DTC in de ereklasse. Hij bezit de titels Internationaal Grootmeester en Nationaal Grootmeester.

## Wereldkampioenschap
Hij nam deel aan het WK 1976 in Amsterdam (8e plaats), WK 1980 in Bamako (15e plaats), WK 1984 in Dakar (gedeelde 11e plaats), WK 1994 in Den Haag (13e plaats) en WK 2005 in Amsterdam (7e plaats in voorronde).